# Gonomyia (Leiponeura) terraereginae
Gonomyia (Leiponeura) terraereginae is een tweevleugelige uit de familie steltmuggen (Limoniidae). De soort komt voor in het Australaziatisch gebied.